# Wendi McLendon-Covey
Wendi McLendon-Covey A. (nascida Wendi A. McLendon; 10 de outubro de 1969)  é uma atriz e comediante americana. Ela é conhecida principalmente por seu trabalho em papéis de comédia e improvisação. Desde 2013, McLendon-Covey faz o papel de Beverly Goldberg, uma matriarca da família, na série de comédia The Goldbergs, da ABC, pela qual foi indicada a dois prêmios Critics 'Choice Television Awards como Melhor Atriz em Série de Comédia.
Nascida em Long Beach, Califórnia, McLendon-Covey trabalhou em vários empregos depois de se formar no ensino médio antes de se formar na California State University em 2000. Depois de se formar, ela se tornou membro do The Groundlings, um grupo de comédia improvisada de Los Angeles, e permaneceu como membro até 2009. McLendon-Covey começou sua carreira de atriz enquanto ainda era membro do The Groundlings, estrelando como Deputy Clementine Johnson na série de improvisação Reno 911! (2003-2008), da Comedy Central. Ela também conseguiu o papel principal na comédia de curta duração Lovespring International (2006), da Lifetime, bem como papéis menores em Bewitched (2005) e Over Her Dead Body (2008). McLendon-Covey teve um papel recorrente no sitcom Rules of Engagement (2010-2013), da CBS.
Depois de uma ótima atuação no filme de comédia Bridesmaids, de 2011, McLendon-Covey apareceu em vários filmes, incluindo What to Expect When You Expecting (2012), The Single Moms Club (2014), Blended (2014), Think Like a Man Too (2014), Hello, My Name Is Doris (2015), Goosebumps 2: Haunted Halloween (2018) e What Men Want (2019). Desde 2018, ela faz a voz de Nancy Green na série de animação Big City Greens, do Disney Channel. Em 2019, depois de anos em papéis de comédia, McLendon-Covey desempenhou um papel principal no filme de drama independente Blush.

## Biografia
McLendon-Covey nasceu em Bellflower, Califórnia. Ela foi criada como batista, em Long Beach, Califórnia. Ela foi para a DeMille Junior High e se formou na Millikan High School. Ela frequentou a Long Beach City College, a Golden West College e a California State University, Long Beach, onde se formou com um bacharel em Estudos Liberais e Escrita Criativa.
Enquanto McLendon-Covey estava trabalhando em um hotel em Anaheim depois de se formar na faculdade, ela se matriculou em uma aula de fim de semana para não atores no The Groundlings, um grupo de improvisação de Los Angeles. Ela se juntou oficialmente ao The Groundlings em 2002, e enquanto isso trabalhava como editora do jornal acadêmico de serviço social da California State University, um emprego que manteve até 2012.

## Carreira

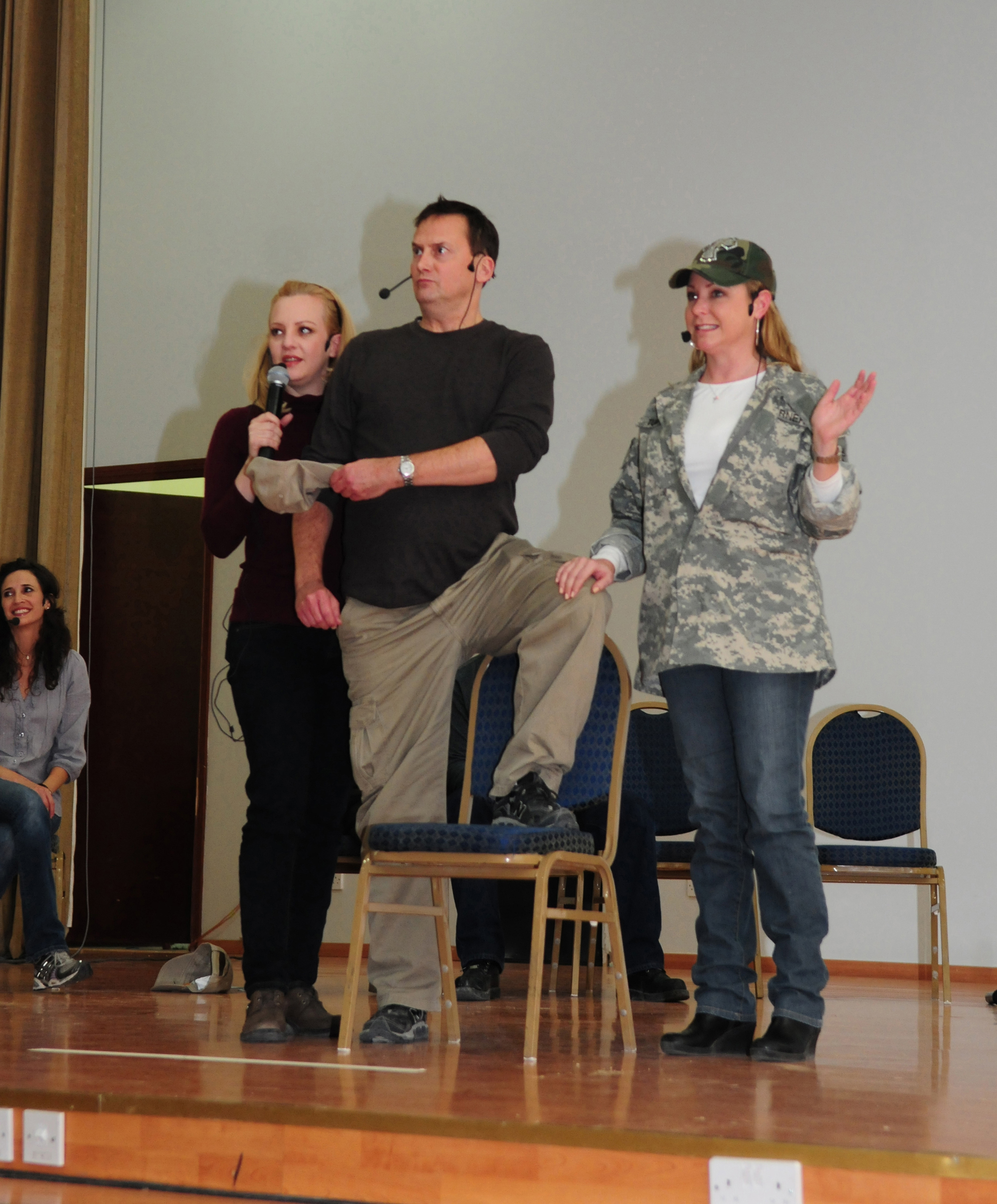
McLendon-Covey se apresentando com Michael Hitchcock e Karri Turner em um show de comédia improvisada em 2010

### 2001–2010
Enquanto membro dos Groundlings, McLendon-Covey foi colega de classe das comediantes Kaitlin Olson, Melissa McCarthy e Kristen Wiig, as duas últimas das quais ela estrelou ao lado no filme Bridesmaids mais tarde. Enquanto era membro dos Groundlings, McLendon-Covey constantemente fazia testes para papéis na televisão e no cinema, mas não tinha um agente na época e não conseguiu contratar empregos.
Em 2003, ela fez o teste para o papel da deputada Clementine Johnson na série de comédia Reno 911! "Eu entrei e pensei:" Foda-se isso. Eu não vou entender, mas quer saber? Vou apenas entrar [e tentar]", lembrou ela.  Na época, a série já havia sido considerada pela Fox. McLendon-Covey foi escalada para o papel e a série foi posteriormente escolhida pela Comedy Central.
No terceiro ano de Reno 911!, ela também estrelou o show de comédia daLifetime Lovespring International em 2006 e forneceu comentários para a E!, para o TV Guide Channel e para o VH1. Em 2007, ela estrelou o filme de comédia Reno 911!: Miami, baseado no filme Reno 911! da Comedy Central e também apareceu em Bewitched (2005) e Over Her Dead Body (2008). Ela produziu, escreveu e estrelou a comédia independente Cook Off!. McLendon-Covey também estrelou em séries de televisão como The Office, 10 Things I Hate About You e Cougar Town.

### 2011–presente
Em 2011, McLendon-Covey estrelou a comédia bem-sucedida financeiramente e elogiada pela crítica, Bridesmaids, com Kristen Wiig, Maya Rudolph, Rose Byrne, Melissa McCarthy e Ellie Kemper. A partir de julho do mesmo ano, ela começou a estrelar anúncios de TV nacionais para uma nova campanha da Hillshire Farm. De 2010 a 2013, ela teve um papel recorrente no sitcom Rules of Engagement, da CBS. Ela também teve participações especiais na sitcom de curta duração da Fox, I Hate My Teenage Daughter, na sitcom Hot em Cleveland, da TV Land, e na série Modern Family, da ABC.

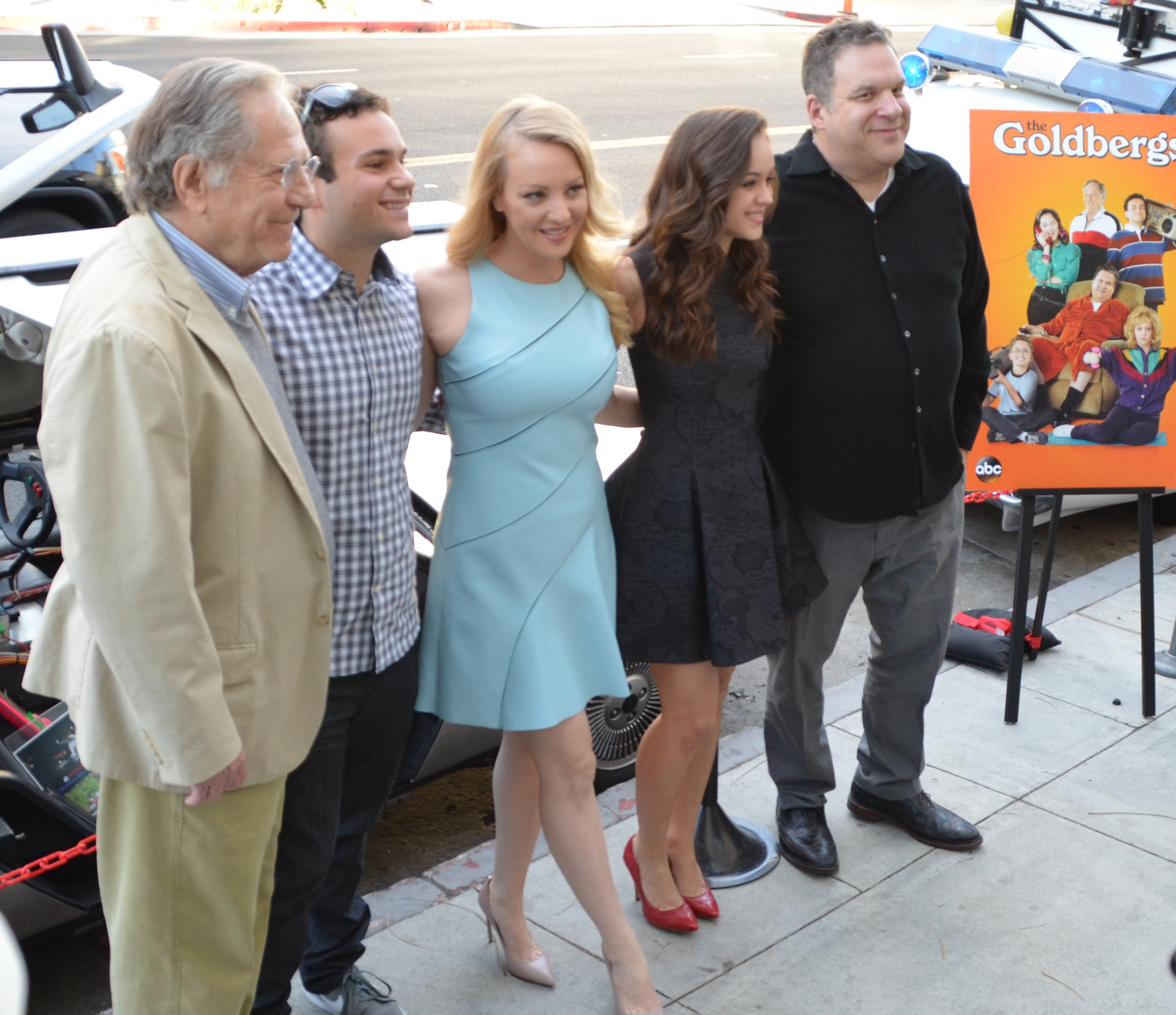
McLendon-Covey com o elenco de The Goldbergs em 2014

McLendon-Covey apareceu na comédia romântica de 2012 What to Expect When You're Expecting, dirigida por Kirk Jones, e no filme Magic Mike, de Steven Soderbergh. Ela teve papéis no filme de comédia natalina A White Trash Christmas, um filme que gira em tornos de uma mãe que é visitada por três fantasmas com a intenção de mostrar a ela um caminho para um futuro melhor, e no filme de comédia dramática The Breakup Girl dirigido Stacy Sherman, indicado ao Oscar e vencedor do Emmy, um filme sobre três irmãs separadas lidando com a morte de seu pai.
Em fevereiro de 2012, McLendon-Covey foi escalada para o piloto de comédia da série The Viagra Diaries, da HBO, criada pelo criador  e produtor executivo de Sex and the City Darren Star, mas quando Goldie Hawn saiu do piloto da série, McLendon-Covey também deixou o show. Depois de receber cinco ofertas, ela conseguiu o papel feminino principal no piloto da série de comédia Only Fools And Horses, da ABC. Ela também interpretou uma dos protagonistas no filme de Tyler Perry The Single Moms Club (2014). Também em 2014, ela estrelou em A Merry Friggin 'Christmas como a filha do personagem de Robin Williams,   em Blended, como o melhor amigo do personagem de Drew Barrymore,  e em Think Like a Man Too.
Em janeiro de 2013, McLendon-Covey foi escalada para o papel principal da série de comédia The Goldbergs, da ABC, criada por Adam F. Goldberg . Sua interpretação da personagem recebeu elogios da crítica, e ela foi indicada para o Critics 'Choice Television Award de Melhor Atriz em Série de Comédia em 2014.

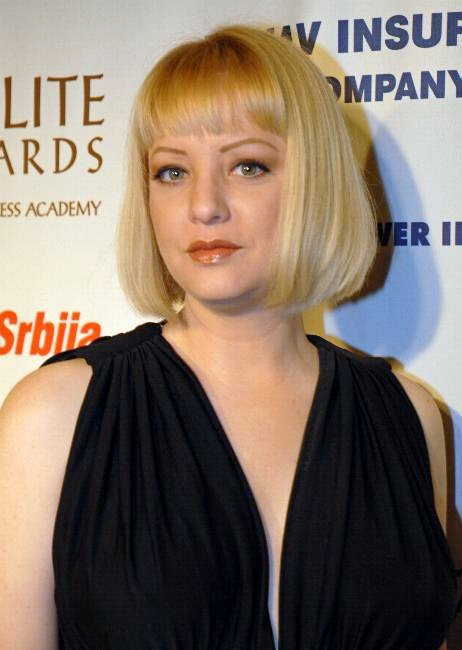
McLendon-Covey em 2007

Em 2015, McLendon-Covey estrelou ao lado de Sally Field no filme de comédia dramática Hello, My Name Is Doris. Também naquele ano, McLendon-Covey apresentou a série de comédia Repeat After Me, da ABC, produzida por Ellen DeGeneres. Também em 2015, ela interpretou o papel feminino principal ao lado de Nicolas Cage na comédia Army of One, dirigida por Larry Charles.
McLendon-Covey teve um papel dramático como a secretária de Mark Felt, Carol Tschudy, no thriller político Mark Felt: Mark Felt: The Man Who Brought Down the White House (2017), dirigido por Peter Landesman. Mais tarde, ela desempenhou um papel principal no filme de drama independente Blush, que estreou no Festival Sundance de Cinema de 2019. Ela estrelou a comédia de terror Goosebumps 2: Haunted Halloween e co-estrelou ao lado de Taraji P. Henson na comédia romântica de 2019 What Men Want. Em 2020, ela continuou atuando em papéis dramáticos, co-estrelando ao lado de Tessa Thompson em Sylvie's Love.  Também em 2020, McLendon-Covey se reuniu com as co-estrelas de Bridemaids Kristen Wiig e Annie Mumolo na comédia Barb and Star Go to Vista Del Mar.

## Vida pessoal
McLendon-Covey é casada com Greg Covey desde 1996.

## Filmografia

### Cinema
| Ano  | Título                                              | Papel                       | Notas |
| ---- | --------------------------------------------------- | --------------------------- | --- |
| 2001 | Henry and Marvin                                    | Judy                        | Filme curto |
| 2005 | Bewitched                                           | E! Anchor                   | |
| 2007 | Reno 911!: Miami                                    | Deputada Clementine Johnson | |
| 2007 | Closing Escrow                                      | Hillary                     | US Comedy Arts Festival como Melhor Performance de Comédia em Filme |
| 2007 | Cook Off!                                           | Pauline Solfest             | Também co-escritora US Comedy Arts Festival como Melhor Performance de Comédia em Filme |
| 2007 | Goldfish                                            | Mrs. Jenkins                | |
| 2008 | Over Her Dead Body                                  | Lona                        | |
| 2009 | Boutonniere                                         | Mrs. Pruitt                 | |
| 2009 | Spooner                                             | Linda                       | |
| 2009 | Jesus People: The Movie                             | Jenna Bosch                 | |
| 2010 | Starlight & Superfish                               | Dawn                        | |
| 2010 | Douchebag                                           | Mary Barger                 | |
| 2010 | Tug                                                 | Taylor                      | |
| 2010 | Public Relations                                    | Candice                     | |
| 2010 | The Search for Santa Paws                           | Ms. Stout                   | |
| 2011 | Sometimes Pretty Girls                              | Tootsie                     | Filme curto |
| 2011 | Bridesmaids                                         | Rita                        | New York Film Critics Online Award como Melhor Elenco Washington D.C. Area Film Critics Association Award como Melhor Elenco MTV Movie Award como Melhor Performance Angustiante Indicado—Screen Actors Guild Award for Outstanding Performance como Melhor Elenco Indicado—MTV Movie Award como Melhor Elenco Indicado—Broadcast Film Critics Association Award como Melhor Elenco Indicado—People's Choice Awards como melhor Elenco Indicado—Central Ohio Film Critics Association como Melhor Elenco |
| 2012 | Holiday Road                                        | Rosman                      | |
| 2012 | What to Expect When You're Expecting                | Kara                        | |
| 2012 | Magic Mike                                          | Tara                        | Cenas deletadas |
| 2013 | 10 Rules for Sleeping Around                        | Emma Cooney                 | |
| 2013 | All American Christmas Carol                        | Marjorie                    | |
| 2014 | Date and Switch                                     | Linda                       | |
| 2014 | Cuban Fury                                          | Carly                       | |
| 2014 | The Single Moms Club                                | Jan Malkovitch              | |
| 2014 | Blended                                             | Jen                         | |
| 2014 | Think Like a Man Too                                | Tish                        | |
| 2014 | A Merry Friggin' Christmas                          | Shauna                      | |
| 2015 | The Breakup Girl                                    | Sharon                      | |
| 2015 | Hello, My Name Is Doris                             | Cynthia                     | |
| 2016 | Army of One                                         | Marci                       | |
| 2017 | Speech & Debate                                     | Joan                        | |
| 2017 | Mark Felt: The Man Who Brought Down the White House | Carol Tschudy               | |
| 2018 | Status Update                                       | Ann Moore                   | |
| 2018 | Goosebumps 2: Haunted Halloween                     | Kathy Quinn                 | |
| 2019 | Blush                                               | Cathy                       | |
| 2019 | What Men Want                                       | Olivia                      | |
| 2019 | Braking for Whales                                  | Tia Jackie Hillhouse        | |
| 2020 | Sylvie's Love                                       | Lucy                        | |
| 2021 | Barb and Star Go to Vista Del Mar                   | Mickey Revelet              | |
| 2021 | Long Weekend                                        | Patricia                    | |
| 2021 | Sick Girl                                           | Carol Pepper                | Pós-produção |
| TBA  | Paint                                               |                             | Filmagem |

### Televisão
| Ano           | Título                        | Papel                                                 | Notas |
| ------------- | ----------------------------- | ----------------------------------------------------- | --- |
| 2003–08, 2020 | Reno 911!                     | Deputada Clementine Johnson                           | Série regular, 85 episódios                                                                                 |
| 2006          | Lovespring International      | Lydia Mayhew                                          | Série regular, 13 episódios                                                                                 |
| 2008          | Greek                         | Connie                                                | Episódio: "Spring Broke"                                                                                    |
| 2008          | The Office                    | Concierge Marie                                       | Episódio: "Business Trip"                                                                                   |
| 2008          | Kath & Kim                    | Lucy                                                  | Episódio: "Friends"                                                                                         |
| 2009          | 10 Things I Hate About You    | Vivian                                                | Episódios: "Light My Fire" e " Dance Little Sister"                                                         |
| 2009          | Wizards of Waverly Place      | Dr. Ice                                               | Episódio: "Three Monsters"                                                                                  |
| 2010–2013     | Rules of Engagement           | Liz                                                   | Papel recorrente, 14 episódios                                                                              |
| 2011          | Cougar Town                   | Vice Diretora                                         | Episódio: "You're Gonna Get It!"                                                                            |
| 2011          | Svetlana                      | Phoebe                                                | 2 episódios                                                                                                 |
| 2011          | I Hate My Teenage Daughter    | Deanna                                                | Episódios: "Pilot" e "Teenage Girlfriends"                                                                  |
| 2012          | Hot in Cleveland              | Sandy                                                 | Episódio: "God and Football"                                                                                |
| 2012          | Bob's Burgers                 | Mudflap (voz)                                         | 3 episódios                                                                                                 |
| 2012          | Wedding Band                  | Barb Henderson                                        | Episódio: "I Don't Wanna Grow Up"                                                                           |
| 2012          | Only Fools and Horses         | Ruby Ross                                             | Piloto de TV                                                                                                |
| 2012          | The Looney Tunes Show         | Patricia Bunny (voz)                                  | 2a temporada: "You've Got Hate Mail", "Rebel Without a Glove" e "Father Figures"                            |
| 2012          | RuPaul's Drag Race: All Stars | Ela mesma                                             | Episódio: "Dynamic Drag Duos"                                                                               |
| 2012–2013     | Modern Family                 | Pam                                                   | Episódios: "Schooled" e "The Wow Factor"                                                                    |
| 2013–2023     | The Goldbergs                 | Beverly Goldberg                                      | Série regular Indicada—Critics' Choice Television Awards como Melhor Atriz em Série de Comédia (2014, 2016) |
| 2015          | Repeat After Me               | Anfitriã                                              | |
| 2015          | Mike Tyson Mysteries          | Elsa Schmidt                                          | 1 episódio                                                                                                  |
| 2015–2016     | American Dad!                 | Autograph Seeker, Monkey Trainer, Scottie's Mom (voz) | 4 episódios                                                                                                 |
| 2018–present  | Big City Greens               | Nancy Green (voz)                                     | 19 episódios; recorrente                                                                                    |
| 2019          | Schooled                      | Beverly Goldberg                                      | Episódios: "Be Like Mike", "Tamagotchis And Bells"                                                          |
| 2020          | Crossing Swords               | Doreen (voz)                                          | 5 episódios                                                                                                 |
| 2021          | Marvel's M.O.D.O.K.           | Monica Rappaccini (voz)                               | 10 episódios                                                                                                |